# 1990: Воїни Бронкса
«1990: Воїни Бронкса» (італ. 1990: I guerrieri del Bronx) — італійський постапокаліптичний бойовик 1982 р. режисера Енцо Кастелларі. Передостанній фільм для американського актора Віка Морроу. Головні ролі виконували: Стефанія Гіроламі, Вік Морроу, Крістофер Коннеллі, Фред Вільямсон, «Бетті» Елізабетта Деззі, Марк Грегорі.
Фільм має продовження 1983 р., Втеча з Бронкса.

## Сюжет
Майбутнє, 1990 рік. У Сполучених Штатах анархія. Закон у вигляді поліції діє тільки в деяких місцях, на решті території процвітає вседозволеність. Молода і красива дочка власника могутньої корпорації «Манхеттен» Енн потрапляє з Нью-Йорка в Бронкс, де панують різноманітні банди. На неї нападає банда «Зомбі», химерні люди на роликових ковзанах з розфарбованими обличчями. 
Від неминучого насильства з подальшим продажем в рабство її рятує байкерський клуб. Енн закохується в предводителя байкерів на прізвисько Треш. Тим часом «Манхеттен» відправляє на пошуки Енн мисливця за головами Хаммера, який для порятунку дівчини влаштовує війну між байкерами Треша і «Тиграми» місцевого чорношкірого бандита Огра. У мотоклубі Треша знаходиться зрадник, а його нову подружку знову викрадають «Зомбі». Корпорація вірішує йти на масштабний штурм резиденції Огра.

## Ролі
- Стефанія Гіроламі — Енн
- Марко Ді Грегоріо — Треш
- Вік Морроу — Хаммер
- Крістофер Коннеллі — Хот-дог
- Фред Вільямсон — Людожер
- Елізабетта Деззі — Відьма
- Рокко Леро — Пол
- Джордж Істмен — Голем
- Еніо Гіроламі — Тед Фішер

## Виробництво
Знятий у 1981 р. в Римі і Нью-Йорку, 1990: Воїни Бронкса показав публіці абсолютно невідому  головну чоловічу роль: 17-річного Марко Ді Грегоріо, який був помічений режисером Енцо Кастелларі в тренажерному залі, що вони обидва часто відвідували. Кастелларі заявляв в коментарях на DVD, що Марко був дуже тихий, проте виділявся зовнішністю, статурою і ростом.
Це був передостанній фільм Віка Морроу. Він помер в аварії вертольота в наступному році, під час зйомок у т/с Сутінкова зона.
У 2004 р. сайт створений для обох фільмів. Він містить два інтерв'ю з режисером, а також інформацію про успішну спробу знайти провідного актора Марко Ді Грегоріо, який зник з поля зору громадськості. Вебсайт містить старе повідомлення від Кастелларі і його сина Андреа з проханням до Марка зв'язатися з ними.

## Реліз
Прем'єра відбулася 22 серпня 1982 р. в Італії. Випущений в кінотеатрах США 22 квітня 1983-го колишнім незалежним дистриб'ютором United Film Distribution Company. Випущений на DVD у Великій Британії 26 березня 2003 р. 

## Критика
Рейтинг на IMDb — 5,2/10, Rotten Tomatoes — 37% оцінка аудиторії.